# Вилхелм III фон Нойенар
Вилхелм III фон Нойенар (на немски: Wilhelm III Graf von Neuenahr; † пр. 11 февруари 1353/1358/1363) е граф на Нойенар в долината Артал, в Северен Рейнланд-Пфалц.

## Произход и наследство
Той е единствен син на граф Вилхелм II фон Нойенар († 1327/1336) и съпругата му Понцета фон Райфершайд († сл. 1337), внучка на Йохан I фон Райфершайд-Бедбург († 1254), дъщеря на Йохан II фон Райфершайд-Бедбург († 1317), майор на Кьолн, и Кунигунда фон Вирнебург († 1328), дъщеря на граф Хайнрих I фон Вирнебург († сл. 1298) и Понцета фон Оберщайн († 1311).
Вилхелм III фон Нойенар умира на 11 февруари 1353/1358/1363 г. и с него измира линията Нойенар по мъжка линия. Неговият зет Йохан I фон Зафенберг/Йохан III фон Зафенберг-Нойенар наследява графството. Роднината му Йохан IV фон Рьозберг, от странична линия на фон Нойенар, има също претенции за графството Нойенар. Наследствените конфликти траят десетилетия.
Замъкът Нойенар в Нойенар в долината Артал, в Северен Рейнланд-Пфалц, е построен ок. 1225 г. от графовете на Нойенар, клон на фамилията Аре-Хохщаден-Нюрбург. През 1372 г. замъкът Нойенар е разрушен от войниците на Арвайлер и войската на Курфюрство Кьолн.

## Фамилия
Вилхелм III фон Нойенар се жени пр. 25 юли 1348 г. за Йохана фон Елсло († сл. 1377), дъщеря на Ойст II (Ото II) фон Борн, господар на Елсло в Лимбург († сл. 1337) и Катарина фон Вилденбург († 1368)/ или на Райнхард фон Шьонау († 1376, Родос) и Катарина фон Вилденбург († 1368), дъщеря на Филип фон Вилденбург и Йохана фон дер Марк. Те имат една дъщеря:
- Катарина фон Нойенар († сл. 1393), наследничка на Нойенар, омъжена на 15 години на 21 декември 1353 г. за роднината си Йохан I/Йохан III фон Зафенберг-Нойенар († сл. 1397), син на Йохан II фон Зафенберг († 1383) и Гертруд фон Браунсхорн († сл. 1384)

Йохана фон Елсло се омъжва втори път сл. 11 февруари 1353 г. за Петер фон Елтц-Оурен († сл. 24 юни 1400).